# Carte du Ciel
Die Carte du Ciel (französ. Himmelskarte) war ein sehr ambitioniertes, aber nicht ganz fertiggestelltes internationales Projekt zur Vermessung der Positionen von etwa 2 Millionen Sterne bis zur 11. Größenklasse und zur Erstellung einer fotografischen Himmelskarte bis zur 14. Größenklasse.
| Sternwarte   | Deklination | Deklination |
| Sternwarte   | Von         | Bis         |
| ------------ | ----------- | ----------- |
| Greenwich    | +90°        | +65°        |
| Rom          | +64°        | +55°        |
| Catania      | +54°        | +47°        |
| Helsinki     | +46°        | +40°        |
| Potsdam      | +39°        | +32°        |
| Oxford       | +31°        | +25°        |
| Paris        | +24°        | +18°        |
| Bordeaux     | +17°        | +11°        |
| Toulouse     | +10°        | +5°         |
| Algier       | +4°         | −2°         |
| San Fernando | −3°         | −9°         |
| Tacubaya     | −10°        | −16°        |
| Santiago     | −17°        | −23°        |
| La Plata     | −24°        | −31°        |
| Rio          | −32°        | −40°        |
| Kapstadt     | −41°        | −51°        |
| Sydney       | −52°        | −64°        |
| Melbourne    | −65°        | −90°        |

Das Projekt wurde 1887 vom Pariser Observatorium unter seinem Direktor Ernest Mouchez in die Wege geleitet, der die Möglichkeiten der Fotografie für die Kartierung der Sterne (fotografische Astrometrie) erkannt hatte. Die Durchmusterung sollte mit 22.000 Fotoplatten von je 2°×2° Größe den gesamten Himmel abdecken, unter Verwendung identer Kameras mit 33 cm Durchmesser, um eine einheitliche Genauigkeit zu erreichen. Es gelang Mouchez auf speziellen Kongressen, die Hilfe zahlreicher Sternwarten rund um die Welt zu gewinnen, von denen jeder ein Teil des Himmels als mehrere Grad breite Zone zur Beobachtung zugeteilt wurde. Die Region 35° um die Pole übernahmen die Observatorien von Greenwich und Melbourne.
In einer ersten Stufe wurden genaue Positionen einiger tausend Referenzsterne in verschiedenen Teilen des Himmels bestimmt, indem man mit Meridiankreisen ihre Deklination und Durchgangszeit durch den Meridian bestimmte. Danach wurden fotografische Himmelsaufnahmen gewonnen und die Himmelskoordinaten (Rektaszension und Deklination) vieler Sterne in mühevoller Hand- und Rechenarbeit im Vergleich zu den Referenzsternen bestimmt. Dafür wurden angelernte Arbeitskräfte, hauptsächlich Frauen, in großer Zahl beschäftigt.

## Einheitliche Vorgangsweise nicht von Dauer
In drei Kongressen (1887, 1889 und 1891) wurden auf Basis der damals besten Techniken einheitliche Beobachtungs- und Rechenmethoden erarbeitet. An diesem Parliament of the Carte du Ciel nahmen Astronomen aus bis zu 38 Ländern teil; letztlich wurden die Deklinationszonen auf 18 Sternwarten entsprechend ihren Breitengraden aufgeteilt. Die geplanten Belichtungszeiten von 40 Minuten mussten allerdings teilweise an die klimatische Lage angepasst werden, ebenso wie die Auswertung an die vorhandenen Komparatoren. Ab etwa 1895 wollten außerdem mehrere der Institute ihre Projekterfahrungen in Verbesserungen, Beschleunigung der Methodik und neuere Labortechnik einbringen. Verstärkt wurde dies dadurch, dass sie Ressourcen auch in die Entwicklung der aufkommenden Astrophysik umlenken wollten. Trotz vieler Bemühungen ging dadurch die Einheitlichkeit des Projekts, die anfangs auf große Zustimmung stieß, verloren, und es verzögerte sich immer mehr. In die methodischen Diskussionen brachten sich neben Paris vor allem die Sternwarten Potsdam, Catania, Melbourne und Kapstadt ein, bis die Arbeiten nach dem Ersten Weltkrieg fast zum Stillstand kamen.

## Ergebnisse
Wie oben ausgeführt, wurde das Projekt nach jahrzehntelanger Arbeit teilweise durch modernere Techniken ersetzt und nie völlig fertiggestellt, obwohl 1958 ein Sternkatalog veröffentlicht wurde. Der notwendige Aufwand war unterschätzt worden, sodass die ursprünglich angenommene Dauer von 10 bis 15 Jahren nicht einzuhalten war. Nach 1965 wurde die Carte du Ciel dennoch zur Grundlage einiger wichtiger Publikationen.
Obwohl einige Doppelsterne und Sterne mit hoher Eigenbewegung entdeckt wurden, blieb der Erfolg im Vergleich zum enormen Zeit- und Arbeitsaufwand gering. Zudem blieben die beteiligten Astronomen insbesondere in Frankreich mit einem Projekt beschäftigt, das stetige, wenig kreative Arbeit erforderte, während an anderen Orten die Entwicklung der Astronomie von der Astrometrie zur modernen Astrophysik begann.